# EBU Circuit 2002/03
Der EBU Circuit 2002/2003 war die 16. Auflage dieser europäischen Turnierserie im Badminton.

## Die Wertungsturniere
| Nr. | Turnier                      | Austragungsort   | Termin                          |
| --- | ---------------------------- | ---------------- | ------------------------------- |
| 1   | Bulgarian International 2002 | Sofia            | 18.–22. September 2002          |
| 2   | Czech International 2002     | Most             | 3.–6. Oktober 2002              |
| 3   | Slovak International 2002    | Presov           | 10.–13. Oktober 2002            |
| 4   | Slovenia International 2002  | Ljubljana        | 17.–20. Oktober 2002            |
| 5   | Hungarian International 2002 | Budapest         | 31. Oktober – 3. November 2002  |
| 6   | Norwegian International 2002 | Sandefjord       | 7.–10. November 2002            |
| 7   | Iceland International 2002   | Reykjavík        | 14.–17. November 2002           |
| 8   | Scottish Open 2002           | Glasgow          | 21.–24. November 2002           |
| 9   | Welsh International 2002     | Cardiff          | 28. November – 1. Dezember 2002 |
| 10  | Irish Open 2002              | Lisburn          | 12.–15. Dezember 2002           |
| 11  | Portugal International 2003  | Caldas da Rainha | 9.–12. Januar 2003              |
| 12  | Croatian International 2003  | Zagreb           | 13.–16. März 2003               |
| 13  | Dutch International 2003     | Wateringen       | 27.–30. März 2003               |
| 14  | Finnish International 2003   | Helsinki         | 3.–6. April 2003                |
| 15  | Austrian International 2003  | Pressbaum        | 24.–27. April 2003              |